# أندريه جونغ
أندريه جونغ (بالبرتغالية: André Jung‏) هو صحفي برازيلي، ولد في 12 مايو 1961 في ريسيفي في البرازيل.

## وصلات خارجية
- أندريه جونغ على موقع ميوزك برينز (الإنجليزية)